# Antonio Guzmán
Antonio Guzmán Núñez (Torrejón de Ardoz, 2 dicembre 1953) è un ex calciatore spagnolo, di ruolo centrocampista.